# 뉴질랜드의 경제

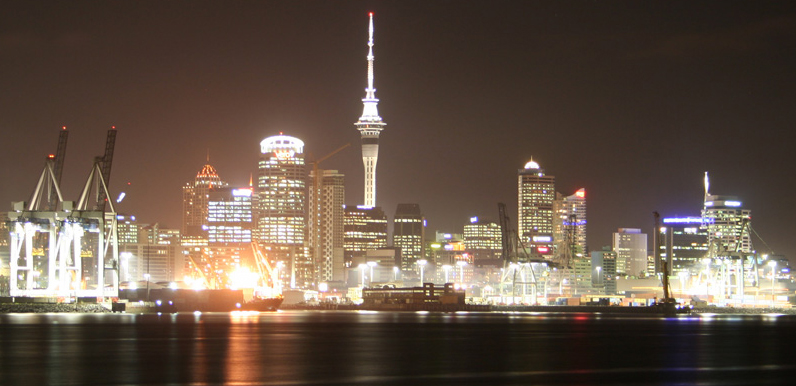

뉴질랜드의 경제는 선진 자유 시장 경제이다. 명목 GDP 기준으로는 세계에서 51번째로 큰 경제 국가이며 구매력 기준(PPP)으로는 67위로 큰 국가이다. 뉴질랜드는 그 규모와 인구 면에서 GDP 규모가 큰 편이다.
뉴질랜드의 경제는 대부분 농목에 의존하고 있다. 목양(牧羊)은 이 나라 제1의 산업으로서 양은 북도에 60%, 남도에 40%의 비율로 분포한다. 양모의 수출이 큰 비중을 차지하며 농산물을 중심으로 하는 1차산품이 수출의 55%를 차지한다. 그외 육류·유제품(乳製品)은 양모에 버금가는 수출품이다. 낙농지역은 북도에 집중하며, 양모에 비하여 훨씬 집약적으로 경영된다. 남도의 동쪽 및 남쪽 연안에는 혼합농업지역이 발달하여, 목초(牧草) 등과 윤작(輪作)을 하면서 곡류의 생산이 활발하다.농산물을 중심으로 하는 1차산품을 수출하고 석유와 공업제품을 수입하는 무역구조이다. 주요 수출품은 낙농품·육류·양모·목재·과실·약재 등이고, 수입품은 공산품·기계류·자동차·철강·원유·비료·금속제품 등이다. 1970년대 초까지는 영국이 주요 무역 상대국이었으나 최근 미국·일본이 주요국으로 부상하고 있다.

## IMF 추산 GDP 통계
| 연도 | GDP (100만 NZ$) | 1 US 달러 환율 | 인플레이션 지수 (2000=100) | 1인당 소득 (USD 중 %) |
| ---- | --------------- | -------------- | -------------------------- | --------------------- |
| 1980 | 22,976          | NZD 1.02       | 30                         | 58.67                 |
| 1985 | 45,003          | NZD 2.00       | 53                         | 38.93                 |
| 1990 | 73,745          | NZD 1.67       | 84                         | 55.80                 |
| 1995 | 91,881          | NZD 1.52       | 93                         | 59.02                 |
| 2000 | 114,563         | NZD 2.18       | 100                        | 38.98                 |
| 2005 | 154,108         | NZD 1.41       | 113                        | 62.99                 |
| 2010 | 140,787         | NZD 1.65       | 129                        |                       |
| 2015 | 199,117         | NZD 1.74       | 147                        |                       |